# William Stewart
William George Stewart (Dufftown, Moray, Escòcia, 15 de desembre de 1883 - Bishop's Stortford, Hertfordshire, Anglaterra, 9 d'agost de 1950) va ser un ciclista escocès, que va prendre part en els Jocs Olímpics d'Anvers de 1920 i de París de 1924.
Als Jocs d'Anvers va guanyar guanyant una medalla de plata en la prova de persecució per equips, formant equip amb Albert White, Cyril Alden i Horace Johnson, i sols superat pel combinat italià. En aquests mateixos Jocs va prendre part en la prova de tàndem, fent parella amb Cyril Alden, finalitzant quart, i en els 50 kilòmetres, sense que se sàpiga quina va ser la seva posició final.
El 1924 tornà a participar en la prova de persecució per equips, aquest cop fent parella amb Frederich Habberfield, Thomas Harvey i Henry Lee, però quedaren eliminats en la primera ronda.